# Нанавале-Истейтс
Нанавале-Истейтс (англ. Nanawale Estates) — статистически обособленная местность, расположенная в округе Гавайи (штат Гавайи, США) с населением в 1073 человека по статистическим данным переписи 2000 года.

## География
По данным Бюро переписи населения США статистически обособленная местность Нанавале-Истейтс имеет общую площадь в 4,92 квадратных километров, водных ресурсов в черте населённого пункта не имеется.
Статистически обособленная местность Нанавале-Истейтс расположена на высоте 128 метров над уровнем моря.

## Демография
По данным переписи населения 2000 года в Нанавале-Истейтс проживало 1073 человека, 247 семей, насчитывалось 356 домашних хозяйств и 433 жилых дома. Средняя плотность населения составляла около 216,4 человека на один квадратный километр. Расовый состав Нанавале-Истейтс по данным переписи распределился следующим образом: 31,50 % белых, 1,68 % — чёрных или афроамериканцев, 0,28 % — коренных американцев, 16,03 % — азиатов, 16,31 % — выходцев с тихоокеанских островов, 32,90 % — представителей смешанных рас, 1,3 % — других народностей. Испаноговорящие составили 16,22 % от всех жителей статистически обособленной местности.
Из 356 домашних хозяйств в 42,1 % — воспитывали детей в возрасте до 18 лет, 42,7 % представляли собой совместно проживающие супружеские пары, в 18,8 % семей женщины проживали без мужей, 30,6 % не имели семей. 23 % от общего числа семей на момент переписи жили самостоятельно, при этом 9,6 % составили одинокие пожилые люди в возрасте 65 лет и старше. Средний размер домашнего хозяйства составил 3,01 человек, а средний размер семьи — 3,57 человек.
Население статистически обособленной местности по возрастному диапазону по данным переписи 2000 года распределилось следующим образом: 34,7 % — жители младше 18 лет, 8,8 % — между 18 и 24 годами, 26,1 % — от 25 до 44 лет, 21,2 % — от 45 до 64 лет и 9,2 % — в возрасте 65 лет и старше. Средний возраст жителей составил 32 года. На каждые 100 женщин в Нанавале-Истейтс приходилось 99,4 мужчин, при этом на каждые сто женщин 18 лет и старше приходилось 95,8 мужчин также старше 18 лет.
Средний доход на одно домашнее хозяйство в статистически обособленной местности составил 35 703 доллара США, а средний доход на одну семью — 36 875 долларов. При этом мужчины имели средний доход в 21 250 долларов США в год против 24 531 доллар среднегодового дохода у женщин. Доход на душу населения в статистически обособленной местности составил 11 524 доллара в год. 28,9 % от всего числа семей в округе и 31 % от всей численности населения находилось на момент переписи населения за чертой бедности, при этом 38,1 % из них были моложе 18 лет и 8,7 % — в возрасте 65 лет и старше.